# Roman (Francia)
Roman è un ex comune francese di 292 abitanti situato nel dipartimento dell'Eure nella regione della Normandia. Dal 1º gennaio 2019 è stato accorpato al nuovo comune di Mesnils-sur-Iton, di cui è divenuto comune delegato.

## Società

### Evoluzione demografica
Abitanti censiti